# Гусак Володимир Георгійович
Гусак Володимир Георгійович (нар. 21 листопада 1974) — народний депутат України VIII скликання.

## Біографія
Вища освіта.
Директор із закупівель ТОВ «Метінвест холдинг».
Народний депутат України 8-го скликання з 27 листопада 2014 року. Обраний від партії «Опозиційний блок» (№ 15). Член Комітету Верховної Ради України з питань транспорту.